# Вітале I Мікель
Вітале I Мікеле (Мікель)(італ. Vitale I Michiel) — 33-й венеційський дож у 1095—1102 роках.

## Біографія
Належав до найдавніших, так званих дванадцяти апостольських, родин Венеції. 1095 року обирається новим дожем. 1096 року отримав від візантійського імператора Олексія I титул дукса Далмації та Хорватії, яким фактично підтверджувалися права Венеції на захопленні раніше портові міста Спліт, Торгір, Нин. 
При цьому дож не підтримав звернення папи римського Урбана II із закликом рушити у хрестовий похід. Але він змінив свою думку після перших успіхів хрестоносців в Сирії та Палестині, побоючись успіхів пізанців та генуезців, що з перших місяців приєдналися до хрестоносного війська. У липні 1099 року 207 кораблів під орудою Джованні Мікела і Енріко Контаріні, єпископа Кастелло, відпливли до Палестини. У грудні 1099 року біля Родосу венеційський флот знищив пізанський флот. 1100 року венеційці скористалися складнощами очільника хрестоносців Готфріда Буйонського, який захопив Єрусалим, але опинився у морській блокаді мусульман. В обмін на свої послуги Венеція отримала право утримувати квартал, що не підлягав митниці, податкам чи акцизам, у кожному завойованому місті чи території. Невдовзі за участі венеційців впали Хайфа, Яффа, Міра та території прибережної Сирії. 
У 1101 році Вітале I Мікель відправив допомогу маркграфині Матильді Тосканській при облозі Феррари, на дяку отримав щедрі торгівельні поступки. Він помер навесні 1102 року та був похований у базиліці Святого Марка.
Мав сина Джованні (Зуане), що був одружений на Олені Бембо, онуці дожа Оттона Орсеоло. Їх син Доменіко Мікеле став дожем.